# 劉茂 (司空)
劉茂（？—？），字叔盛，彭城郡彭城縣（今江苏省徐州市）人，东汉时期的大臣。刘恺之子。
劉茂年轻好学，为人礼让。官至尚书、太常。汉桓帝延熹八年（165年）十月，司空周景卸任，太常劉茂被任命为司空。当时，李膺得罪宦官被杀，李膺的友人前太原郡太守刘瓆、南阳郡太守成瑨也要被处死，劉茂和陈蕃、刘矩上书求情，得免死。延熹九年（166年）秋，劉茂因为上书违逆汉桓帝的意思而卸任，光祿勳宣酆继任为司空。汉灵帝即位後，重新任用劉茂为太中大夫，劉茂在任上去世。